# Rauvajansaari
Rauvajansaari är en ö i Finland. Den ligger i sjön Jyrhämäjärvi och i kommunen Rovaniemi i den ekonomiska regionen  Rovaniemi ekonomiska region  och landskapet Lappland, i den norra delen av landet, 700 km norr om huvudstaden Helsingfors. Öns area är 4,6 hektar och dess största längd är 0,6 kilometer i sydöst-nordvästlig riktning.